# New World Development

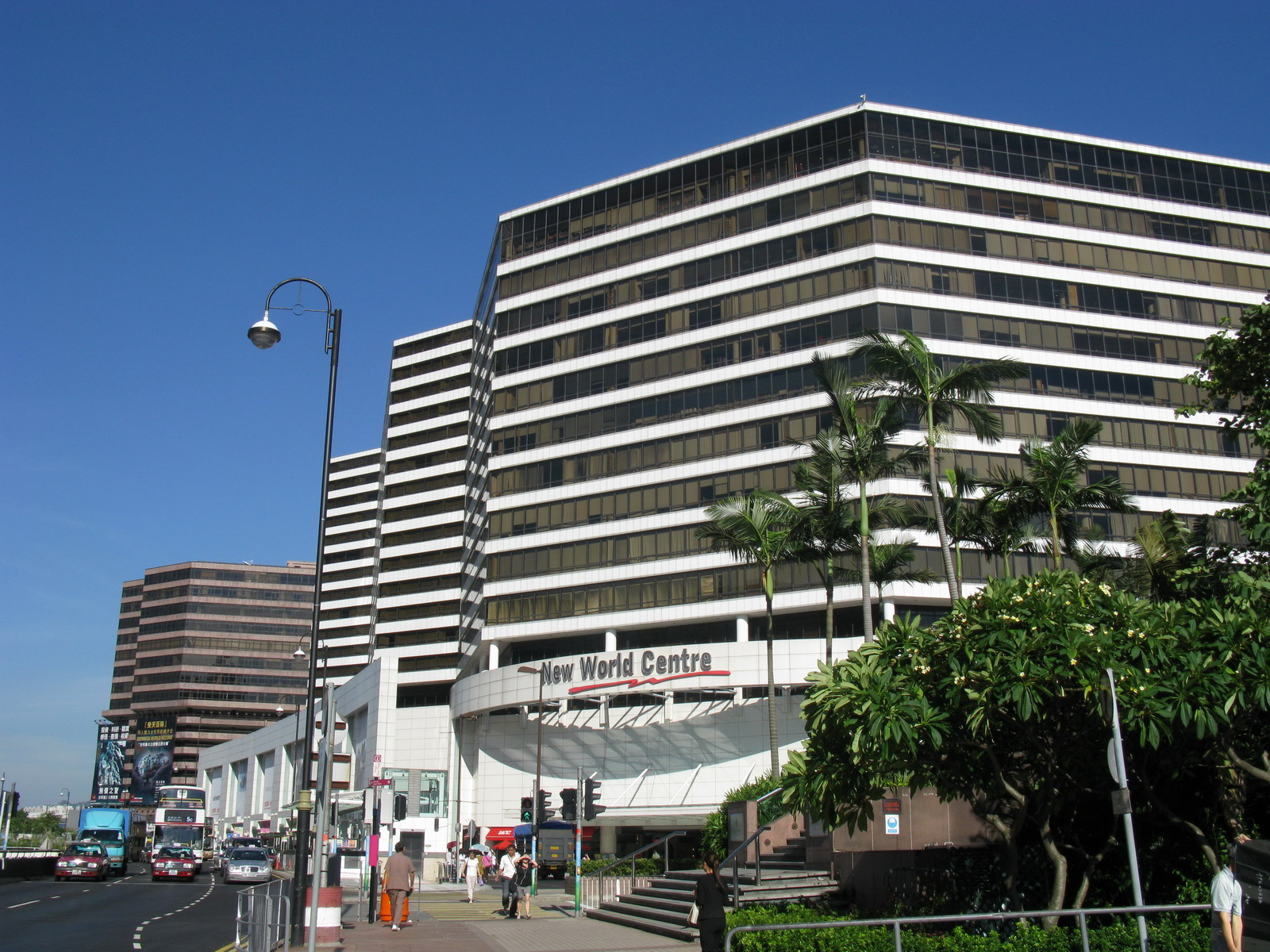
New World Centre в Гонконге

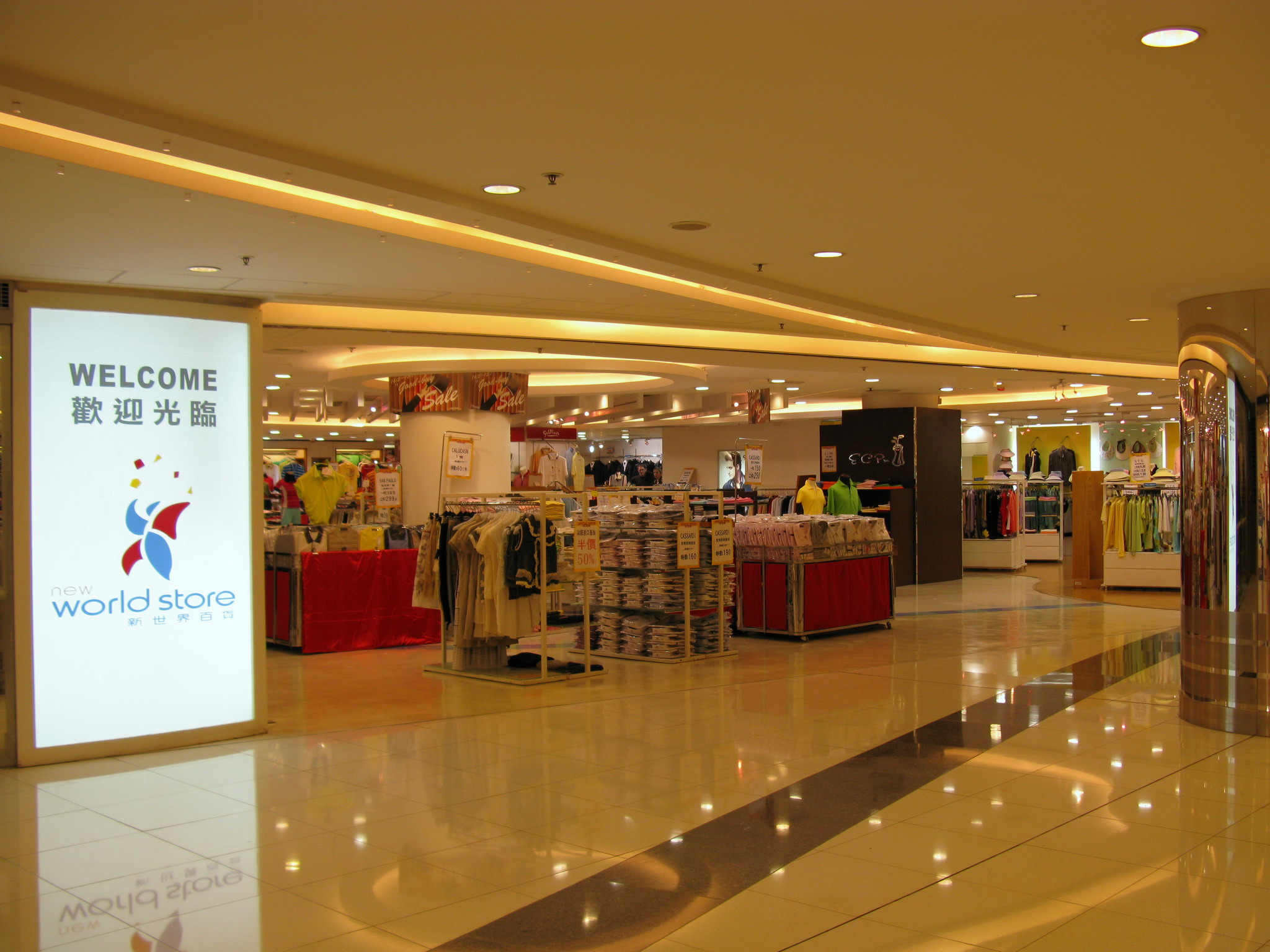
Универмаг New World Department Store в Гонконге

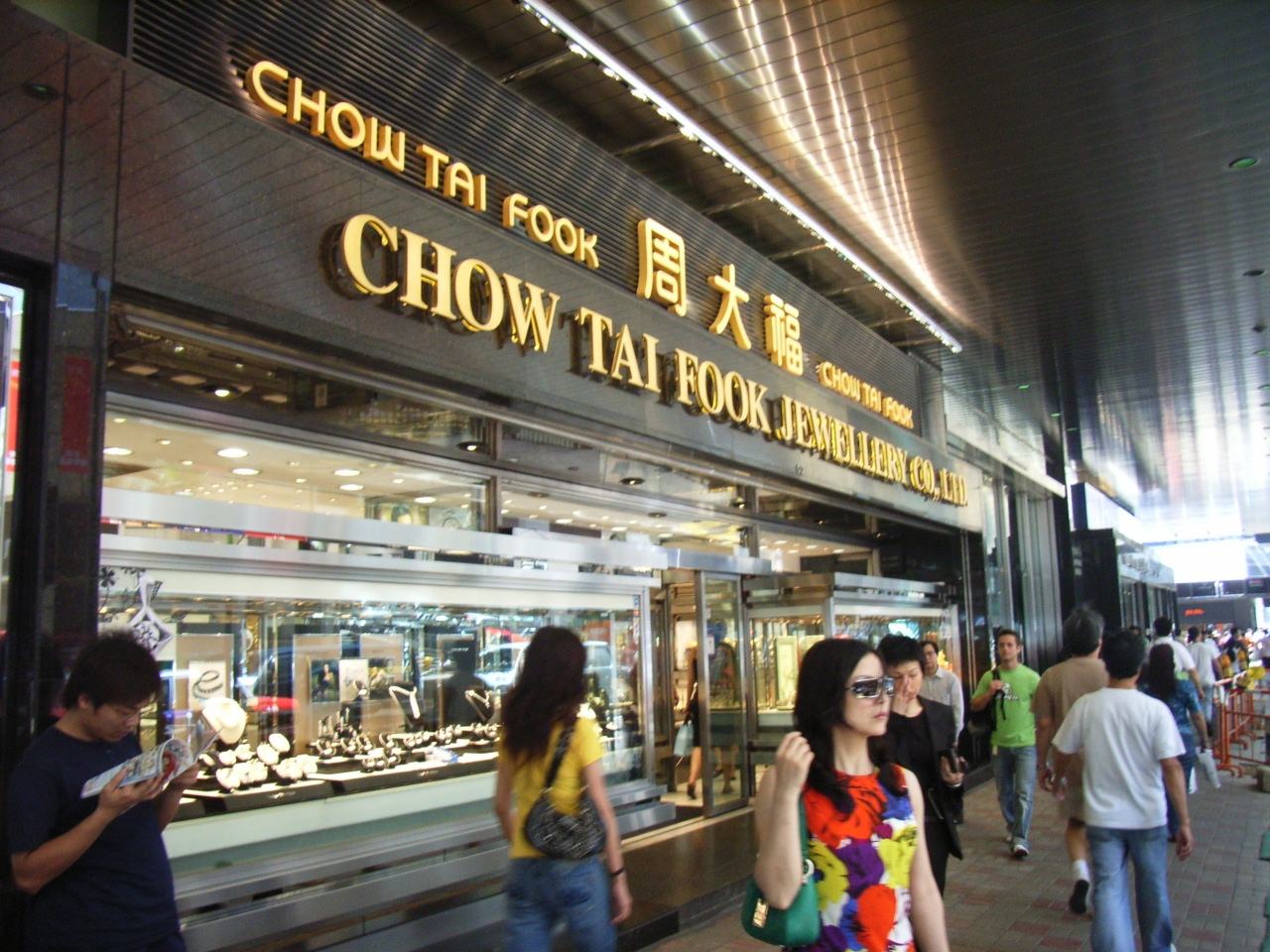
Ювелирный магазин Chow Tai Fook в Гонконге

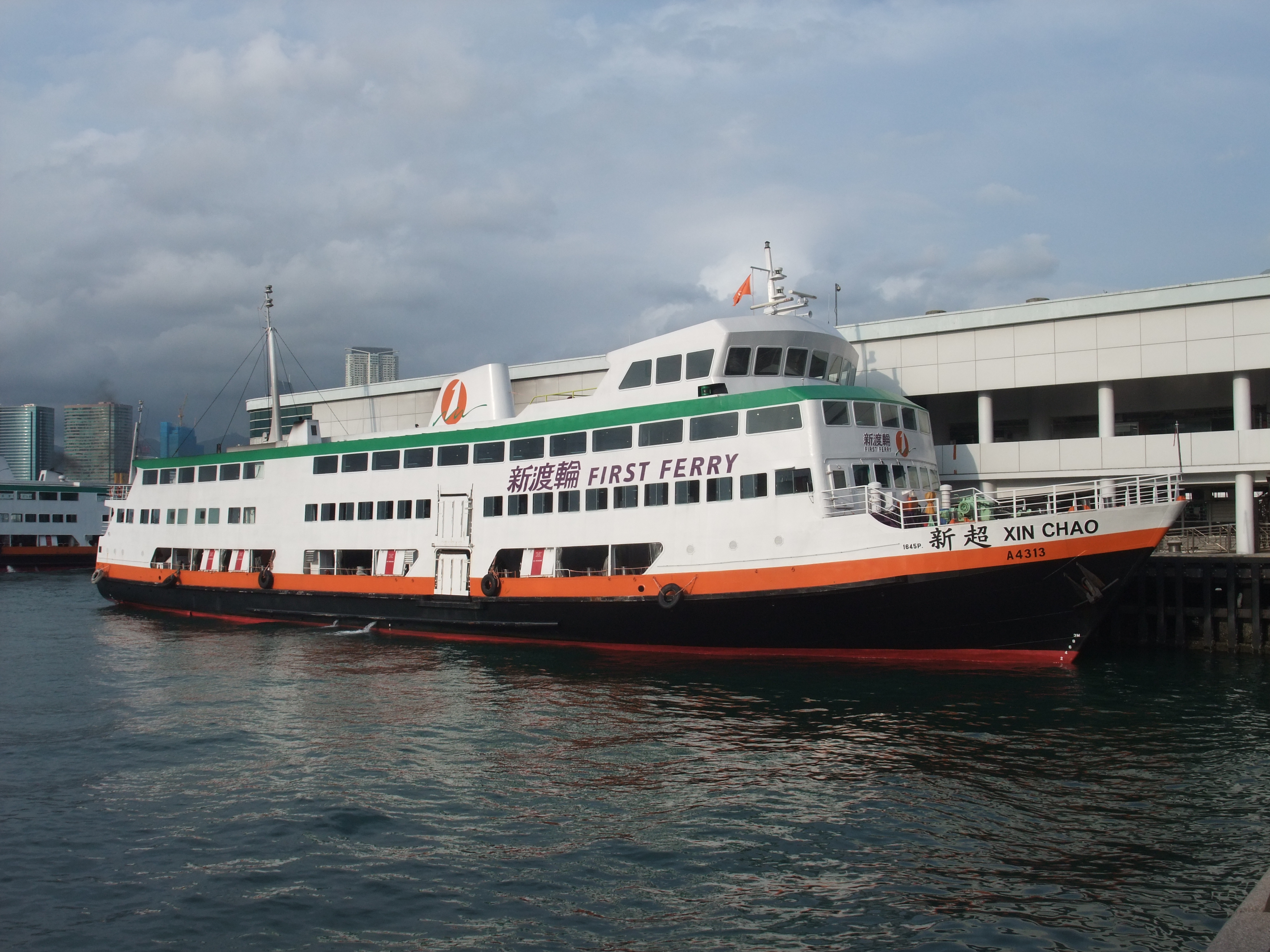
Паром New World First Ferry

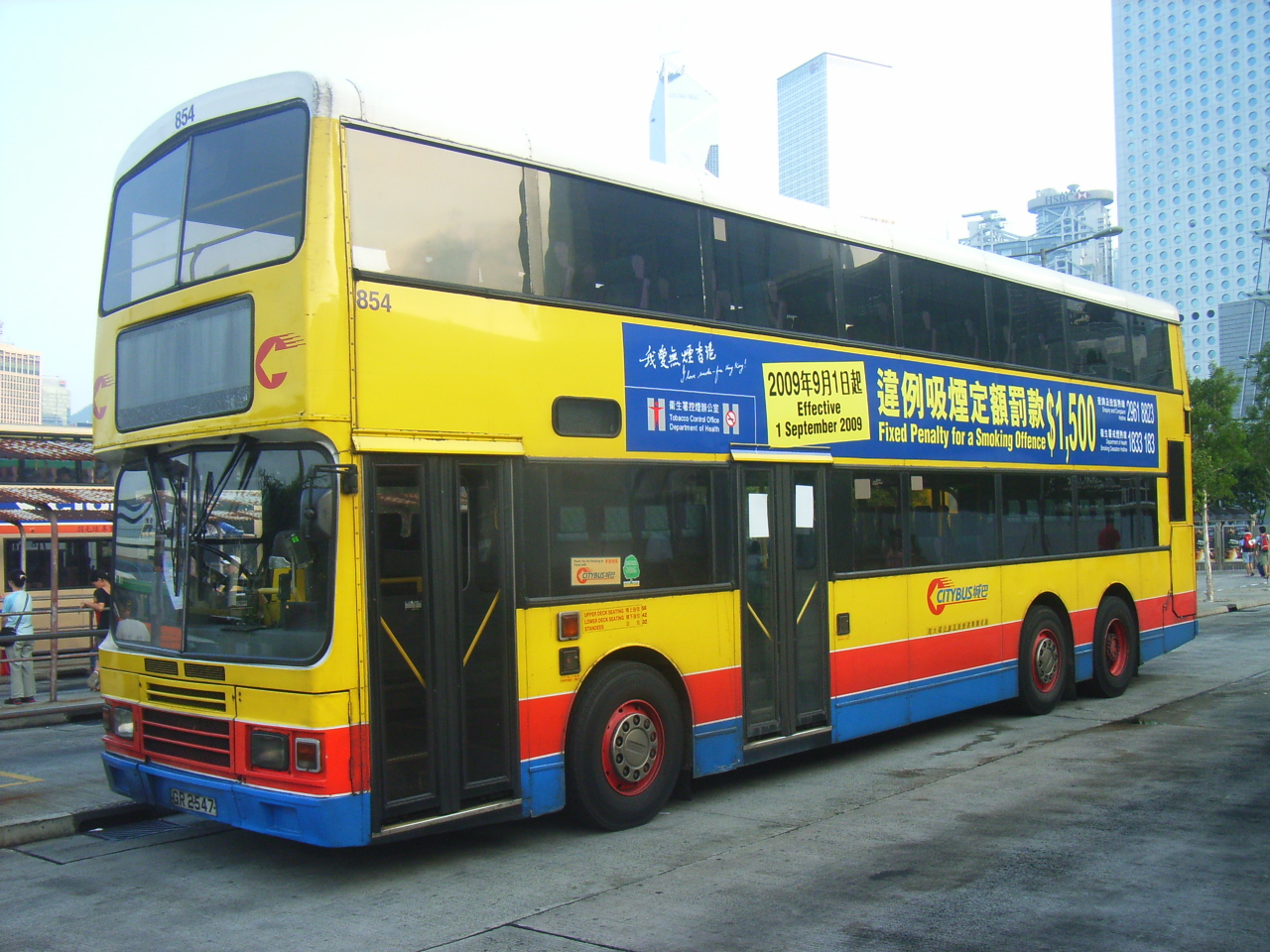
Автобус Citybus

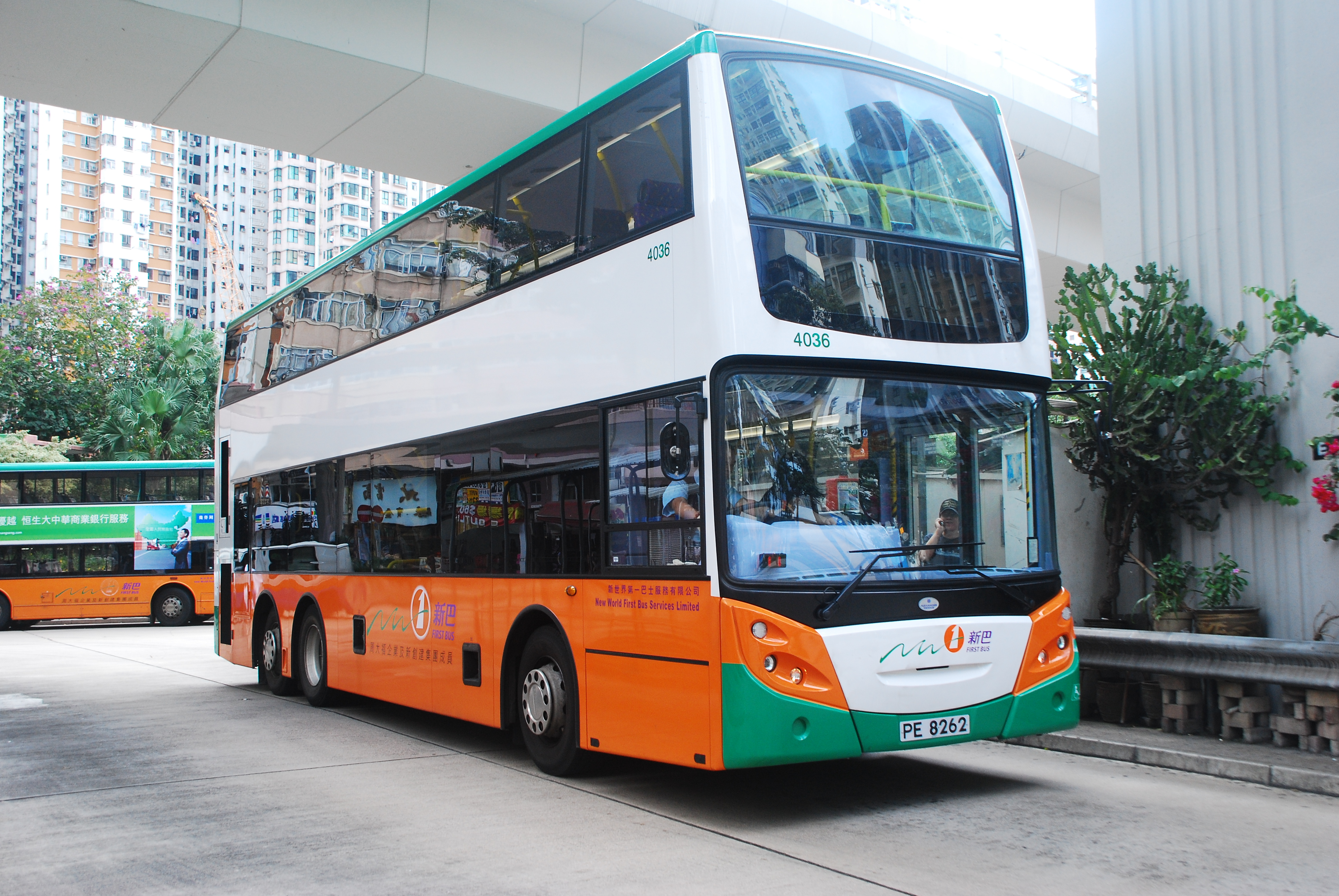
Автобус New World First Bus

New World Development (NWD) — крупный оператор недвижимости и транспортных услуг, базирующийся в Гонконге. Является составной частью огромной бизнес-империи, принадлежащей гонконгскому миллиардеру Чэн Ютуну и его старшему сыну Генри Чэну (ювелирный бизнес, недвижимость, строительство, финансы, инфраструктура, отели, универмаги и телекоммуникации).
По состоянию на 2014 год рыночная стоимость Chow Tai Fook Jewellery составляла почти 15,8 млрд долл., продажи — 9 млрд долл., в компании работало 31,7 тыс. человек. Рыночная стоимость New World Development составляла почти 8,8 млрд долл., продажи — почти 6,4 млрд долл., в компании работало 47 тыс. человек.

## История
Компания New World Development была создана в 1970 году, в 1973 году она купила крупного застройщика Hip Hing Construction Company, в 1976 году — компанию Timely Enterprises Corp, в 1985 году — долю в логистическом центре ATL, в 1988 году — долю в тоннеле Tate`s Cairn. В 1989 году New World Development купила сети отелей Ramada и Renaissance, а в 1993 году присоединила к ним сеть отелей Stouffer. В 1997 году NWD продала большую часть гостиничного бизнеса компании Marriott (а в 2005 году уступила ей же оставшуюся часть отелей Renaissance в Северной Америке и Европе).
В том же 1997 году New World Development купила долю в Sino-French Holdings (Hong Kong) и создала компанию New World Services, в 1999 году создала компанию New World First Ferry и купила долю в Kwoon Chung Bus Holdings (позже на основе этой компании был создан перевозчик New World First Bus), в 2000 году создала компанию New World Insurance.

## Структура

### Chow Tai Fook Enterprises
Компания основана в 1929 году, контролирует New World Development, NWS Holdings, Chow Tai Fook Jewellery Company (крупнейшая в Китае, Гонконге и Макао сеть ювелирных магазинов, насчитывающая более 1,8 тыс. торговых точек) и комплекс Sheraton Marina Square в Маниле. Кроме того, Chow Tai Fook Enterprises имеет интересы в компаниях STDM и Shun Tak Holdings, принадлежащих игорному магнату из Макао Стэнли Хо.

### New World Development
Компания основана в 1970 году, с 1972 года котируется на Гонконгской фондовой бирже; среди основных интересов — недвижимость, розничная торговля, телекоммуникации. По состоянию на март 2011 года в New World Development работало 55 тыс. человек, рыночная стоимость корпорации составляла 7,14 млрд. долларов, а продажи — почти 3,9 млрд. долларов.
К крупнейшим гонконгским активам New World Development в сфере недвижимости относятся The Masterpiece, The Belcher's, The Merton, New World Centre, Harbour Place, City One, Discovery Park, Grandiose, Riviera Gardens и K11. Кроме того, New World Development принадлежат ряд дочерних компаний:
- New World China Land — оператор девелоперских проектов New World Development в Китае.
- New World Department Store China — сеть универмагов в Гонконге и Китае.
- CSL New World Mobility Group — крупный гонконгский мобильный оператор, совместное предприятие между австралийской компанией Telstra и New World Mobile.
- New World Telecommunications — компания занимается услугами связи и интернет-рекламой (через дочернюю New World iMedia).

### NWS Holdings
Конгломерат основан в 2002 году путём объединения активов компаний Pacific Ports Company, New World Services и New World Infrastructure. Управляет транспортными, инфраструктурными и финансовыми активами New World Development в Гонконге, Макао и Китае, инвестирует в энергетику, водоснабжение, платные дороги и портовое хозяйство.
- Citybus — второй по величине оператор автобусных перевозок в Гонконге.
- New World First Bus — третий по величине оператор автобусных перевозок в Гонконге, имеет дочернюю компанию в Куньмине.
- New Lantao Bus — крупный автобусный перевозчик.
- New World First Ferry — оператор паромного сообщения в Гонконге и Макао.
- Hong Kong Convention and Exhbition Centre — крупнейший выставочный комплекс Гонконга, расположен в округе Ваньчай.
- ATL — один из крупнейших логистических центров Гонконга.
- Hip Hing Construction — одна из крупнейших строительных компаний Гонконга.
- NWS Engineering — крупная гонконгская строительная компания.
- Taifook Securities — крупная финансовая компания.
- New World Insurance — крупная страховая компания.